# Sigvard Nilsson-Thurneman
Sven Emil Sigvard Nilsson-Thurneman, före 1932 Nilsson, född 14 november 1908 i Sala, död 11 juli 1979 i Bromma, var en svensk översättare och i början av 1930-talet ledare för "Salaligan". Thurneman, ursprungligen kontorist, var till det yttre en välartad, blyg och försagd man. Namnet Thurneman var taget och det gick ett rykte om att det var ett anagram av "Manhunter", vilket dock var fel. Thurneman talade visserligen engelska, men var mycket bättre på tyska. När han ansökte om namnbytet gav han två förslag, dels Thurneman, dels Turneman. Båda namnen var varianter av ett vanligt tyskt efternamn.

## Salaligan
De övriga medlemmarna i Salaligan var Erik Hedström, Åke Ragnvald Lindberg, Roland Abrahamsson och Karl Herbert Jansson. Ligan specialiserade sig på organiserade rånmord. Då den avslöjades 1936 hade den utfört fem hänsynslösa mord. Thurneman hade en dragning till mysticismen och hade en nästan hypnotisk kontroll över ligans medlemmar. Gruppen kallade sig själva Den Magiska Cirkeln, DMC, och Thurneman lät ligans medlemmar inandas rökelse från olika örter vilket påstods göra dem till känslokalla och villiga mordredskap. Thurneman hävdade att det inte var orätt att döda en människa; det innebar endast en förändring av hennes fysiska tillstånd.

## Morden
Det första mordet utfördes 14 november 1930, samma dag som han fyllde 22 år. Thurneman sköt med två skott taxichauffören Sven Eriksson från Västerås för att komma över bilen. Taxichaufförens plånbok innehållande 250 kronor lämnades orörd. Skotten avlossades norr om Västerås på vägen ut mot Tillberga. Thurneman uppträdde ensam och han sköt taxichauffören i ryggen med två skott genom bilens ryggstöd. Chauffören lades in i bagagerummet. Eriksson avled inte av skotten utan han levde ända fram till kvällen då hans kropp dumpades i Sörbyån. Tidigare under dagen hade man försökt att dumpa kroppen i ett gruvschakt vid Sala silvergruva. Då Eriksson hittades på morgonen hade han en stor sten på magen som han hade hållit fast med händerna, kanske för att han var rädd att han skulle flyta upp och få ytterligare kulor i sig. Vid den efterföljande obduktionen fann man vatten i lungorna vilket tyder på att chauffören Sven Eriksson drunknade.
Natten mot 5 september 1933 mördades vägmästaren Axel Kjellberg och dennes hushållerska Karin Holmberg i Kjellbergs bostad i Kölfors (Enåkers kommun, Uppland). De sköts ihjäl och därefter tände gärningsmännen eld på huset.
Den 12 november 1934 mördade man Erika Mathilda Blomqvist i Hällby utanför Västerfärnebo på ett sätt som efteråt har kallats "det perfekta mordet", eftersom polisen först avskrev det som en olyckshändelse. Ligan körde en stulen bil till den ensligt belägna stugan där kvinnan bodde och backade fordonet intill ena husväggen. Man borrade sedan ett hål i väggen till det rum där kvinnan låg och sov. Via en gummislang leddes avgaserna från bilens avgasrör in i huset. Då offret inte rörde sig mer, bröt man sig in och stal det som fanns att stjäla. Polisen trodde att kvinnan förolyckats genom självförvållad eldsvåda. Brottet röjdes inte förrän ligan infångats och erkände. Mathilda dog inte vid gasningen, då huset var gammalt och gistet och gaskoncentrationen var för låg för att döda henne. När ligan kom in i stugan rörde sig kvinnan. Då tog en av ligamedlemmarna en yxa och krossade med den breda sidan av yxhuvudet hennes huvud. Vid den efterföljande obduktionen trodde man att det vid branden var takbjälken som hade ramlat ner och krossat huvudet. 
Det femte och sista mordet utfördes 19 juni 1936 då Strå Kalkbruks bankbud Elon Pettersson överfölls, rånades och mördades. Rånbeloppet var på 20 500 kronor.

## Rättsligt efterspel
Ligan avslöjades genom att en bekant till Hedström kontaktade polisen efter att ha läst i tidningarna om det senaste mordet. Hedström hade frågat mannen om denne ville vara med om en kupp, men han nekade. Ligamedlemmarna dömdes 22 februari 1937 till livstids straffarbete, men alla släpptes efter att ha avtjänat mellan cirka sju och tio år. Thurneman själv blev straffriförklarad som psykiskt sjuk. Han inspärrades sedermera på Säters sjukhus fasta paviljong och släpptes 1969. 
Sista decenniet av sitt liv levde och arbetade Thurneman under sitt barndomsnamn Nilsson som översättare i Stockholmsförorten Abrahamsberg, där han även avled strax efter sin 70-årsdag. Han var mycket skicklig på sanskrit och hade redan under sjukhustiden samarbetat med akademiska forskare. Officiellt skulle han sedan begravas på Norra begravningsplatsen i Solna, men han begravdes i hemlighet i sin födelseort Sala, i enlighet med sin sista vilja. Thurnemans aska är utspridd i minneslunden vid Nya kyrkogården.

## Fotnoter
1. ↑  250 kronor 1930 motsvarar 7 600 kronor 2019.[3]
2. ↑  20 000 kr 1936 motsvarar 625 000 kronor 2019.[3]